# Saly Joseph

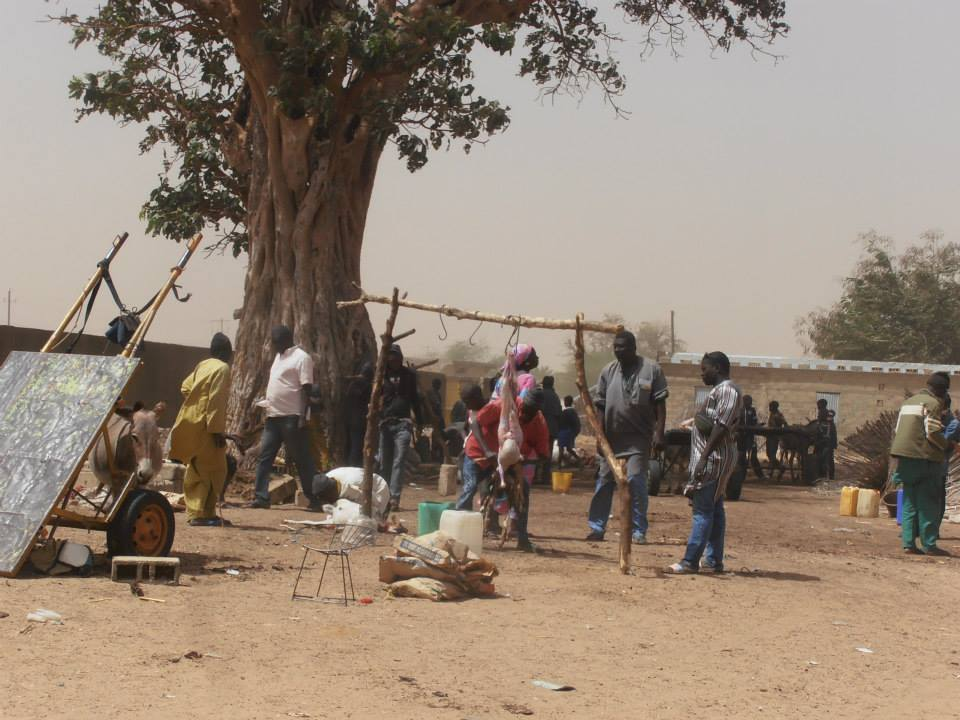
Saly Joseph

Saly Joseph est un village sérère au nord-est de Saly Portudal sur la Petite-Côte.
Le village traditionnel d’environ 1000 habitants, situé en pleine zone touristique de Saly Portudal, est regroupé autour de l'école construite en 2006. Il est habité par des Sérères plutôt de confession catholique. Ce quartier dispose
d’une église. Les paysans cultivent des tomates et des salades. Ils approvisionnent le marché de Saly et les quelques petits hôtels qui choisissent de les soutenir. La culture du mil se pratique encore mais de façon très restreinte. Le petit aérodrome de Saly est implanté sur le site dans le domaine de Kalahari près du village de Saly Joseph.